# 松蔭浩之
松蔭 浩之（まつかげ ひろゆき、1965年12月18日 - ）は、現代美術家、写真家。

## 経歴・人物
福岡県出身。1988年大阪芸術大学写真学科卒業。
1990年アートユニット「コンプレッソ・プラスティコ」でベネチア・ビエンナーレに世界最年少で選出される。以後、数多くの国内外個展やグループショー、シンガポール・ビエンナーレ（2006年）ほか国際芸術祭に参加。写真作品を中心にインスタレーション、パフォーマンス、ミュージシャン、執筆、グラフィックデザイン、俳優、映画監督など多岐に渡って活動を続ける。
アートグループ「昭和40年会」（1994年結成。現メンバーは会田誠、有馬純寿、小沢剛、大岩オスカール、パルコキノシタ、松蔭浩之の6人）では会長を務める。宇治野宗輝とのロックデュオ「ゴージャラス」（1997年結成）では国内外でのライブを盛んに行った。
また、2016年再始動したポストインダストリアルグループ「PBC」（1987年結成）でも演奏活動を続ける。
俳優としては金子雅和監督『アルビノの木』など数々の作品に出演。
監督作品は、画家の会田誠を主演に起用した『砂山』（2012）、若林美保主演の『LION』（2018）がある。また大学、専門学校の教壇に立ち、講義やワークショップを精力的に行う。
「美學校」においては現代美術を独自の視点で分析し、アートの読み解き方、表現発想法をわかりやすく指導する講座『アートのレシピ』にて後進の指導にもあたっている。

## 展覧会
個展・二人展
- 「PERFECT DAY - SOUND&VISION of MATSUKAGE」（Gallery SOAP／福岡、2017年）
- 「LUST」 （ミヅマアートギャラリー／東京、2017年）
- 「ギグメンタ2016 松蔭浩之×田中偉一郎 怪獣」（BLOCK HOUSE／東京、2016年）
- 「著者近影 文芸家の肖像写真展」 （男木島図書館／香川、2016年）
- 「日常採取 ～A DAY IN THE LIFE」（Gallery Saitou Fine Arts／横浜、神奈川、2014年）
- 「KAGE」（ミヅマアートギャラリー／東京、2010年）
- 「MATSUKAGE WORKS 2」（Gallery SOAP／福岡、2007年）
- 「松蔭浩之×津村耕佑 妄想オーダーモード」（ミヅマアートギャラリー／東京、2007年）
- 「奇跡の人 松蔭浩之」（ミヅマアートギャラリー／東京、2004年）
- 「昇降する男、横断する女」（gm (graf)／大阪、2003年）
- 「You are MY Mirror」（depot／東京、2002年）
- 「ECHO‐The Hall of Mirrors」（ミヅマアートギャラリー／東京、2002年）
- 「Yves Red Cap Klein」（ナディッフ／東京、2002年）
- 「Forever 1965-2000」（三菱地所アルティアム／福岡、2000年）
- 「STAR」（ミヅマアートギャラリー／東京、2000年）
- 「Matsukage」（Canvas International Art／アムステルダム、オランダ、2000年）
- 「美人画 会田誠 vs 松蔭浩之」 （ミヅマアートギャラリー／東京、1997年）
- 「マイ･ライフ」（レントゲン藝術研究所／東京、1995年）
- 「10年前」（なすび画廊(能古島)／福岡、1994年）
- 「ザ･セッティング･サン～斜陽ツアー」（リーセントギャラリー／札幌、モマコンテンポラリー･ウェアハウス／福岡、1994年）
- 「Top Breeder 2」 なすび画廊（NICAF横浜、神奈川／1994年）[注 1]
- 「ザ･セッティング･サン～斜陽」（細見画廊／東京、1993年）
- 「Everybody knows NEWLIFE / Nobody knows NEWLIFE」 （ナンバシティホール／大阪、1993年） [注 1]
- 「スーパーエロス･ハイパーヴィーナス」（細見画廊／東京、1992年）
- ジャパン･フェスティバル ’91 「REALIZE － すべては成就する」（in Radical Chip／過激分子、オールド･ライブラリー･ギャラリー、カーディフ、イギリス、1991年）[注 1]
- 「What’s NEWLIFE」 （モーリー･ギャラリー／大阪 、1989年）[注 1]
- 「禁断の九月」 （オン･ギャラリー／大阪、1988年）[注 1]
- 「Love and Gold」 （ギャラリー白／大阪 、1988年）[注 1]

グループ展
- 「昭和40年会 日韓交流展 ＜50／50＞」（Multiplex Art Salon、ソウル、韓国、2019年）
- 「明暗元年」〜美学校・ギグメンタ 2018（sheepstudio、東京、2018年）
- 「他者と出会うための複数の方法」（黄金町バザール2017／横浜、神奈川、2017年）
- 「昭和40年会 男木学校 P.SS.40 （瀬戸内国際芸術祭2016）」（ 旧梅乃屋旅館、男木島、香川、2016年）
- 「おおいたトイレンナーレ」 （坐〈あぐら〉／＆NEWS、大分、2015年）
- 「昭和40年会 男木学校 P.SS.40 （瀬戸内国際芸術祭2013）」（ 高松市立男木小中学校、男木島、香川、2013年）
- 「昭和40年会 We were boys.」 （鎌田共済会郷土博物館、香川、2013年）
- 「街じゅうアートin北九州2012 ART FOR SHARE」（北九州市小倉北区中心市街地、福岡、2012年）
- 「昭和40年会 – We are boys!」 Kunsthalle Dusseldorf、デュッセルドルフ、ドイツ（Mystetskyi Arsenale、キエフ、ウクライナ へ巡回、2011年）
- 「カンガルー日和」 （モマ・コンテンポラリー、福岡、2009年）
- 「堂島リバービエンナーレ 2009 時の鏡：アートに見る世界の今」 （堂島リバーフォーラム、大阪、2009年）
- 「CET CENTRAL EAST TOKYO 2008」 （アガタ裏・ASYL BSMT、東京、2008年）
- 「～ひらがなアート～チバトリ」 （千葉市美術館、千葉、2008年）
- 「昭和40年会の東京案内2008」（NADiff a/p/a/r/t、東京、2008年）
- 「Off the Rails」（Mizuma & One Gallery、北京、中国、2008年）
- 「JAPAN NOW」 （INTER ALIA、ソウル、韓国、、2008年）
- 「Have You Eaten Yet? – 2007 Asian Art Biennial」（National Taiwan Museum of Fine Arts／台中、台湾、2007年）
- 「第1回シンガポール・ビエンナーレ：BELIEF」（Tanglin Camp／シンガポール、2006年）
- 「昭和40年会プレゼンツ「40×40プロジェクト･グランドフィナーレ！～全員40超えました」（BankART1929／横浜、2005年）
- 「『東京おみやげ』 by 昭和40年会」（40×40プロジェクト） （トーキョーワンダーサイト渋谷／東京、2005年）
- 「昭和40年会 – 七人も侍」（40×40プロジェクト） （広島市現代美術館／広島、2005年）
- 「Since 1994：ミヅマアートギャラリー10周年記念展」（ミヅマアートギャラリー／東京、2005年）
- 「Officina Asia」（Galleria d’Arte Moderna／ボローニャ、イタリア、2004年）
- 「FUSION：Architecture + Design in Japan」（イスラエル美術館／エルサレム、イスラエル、2004年）
- 「Mediarena：contemporary art from Japan」（Govett-Brewster Art Gallery／ニュー・プリマウス、イギリス、2004年）
- 「Virgin Road」（Ssamzie Space、ソウル、韓国、2003年） ※2004年三菱地所アルティアム、福岡 へ巡回
- 「COME RALLY」 MARCO, Museo de Arte Contemporanea de Vigo、ヴィーゴ、2003年 ※ARTIUM, Centro-Museo Vasco de Arte Contemporaneo、ヴィクトリア、スペイン へ巡回
- 「Tokyo GlamRock」（ショーディッチギャラリー、ロンドン／ホットバスギャラリー、バース、2002年）※2003年Plymouth Arts Center、プリマウス／The Morley Gallery、ロンドン、イギリス へ巡回）
- 「Big in Japan」 ケンブリッジギャラリー、トロント（The Liane and Danny Taran Gallery of the Saidye Bronfman Center for the Arts、モントリオール／日本カナダ文化センター（現代ギャラリー）、トロント、カナダ へ巡回、2001年）
- 「JAM: London-Tokyo」 （バービカンギャラリー、ロンドン、2001年）※GO（2002 東京オペラシティアートギャラリー へ巡回）
- 「Tokyo Life」 （セルフリッジ、ロンドン、2001年）※GO
- 「S(h)itting in the Mirror：オレにはオレがこう見える」 （ミヅマアートギャラリー、東京、2001年）
- 「昭和40年会 in 大阪」（児玉画廊、大阪、2000年）
- 「Voices from JAPAN – The Girl U Want!」 （CBK Leiden、ライデン、オランダ、2000年）
- 「The J-Way」（リドマールホテル、ストックホルム、スウェーデン、2000年）
- 「コラボレーション」 （福島県立美術館 /福島、1999年）[注 2]
- 「昭和40年会 – 映像コラボレーション作品展」 （ナディッフ、東京、1999年）
- 「昭和40年会 – 欧州巡回展『東京からの声』凱旋帰国展」 （現代美術製作所、東京、1999年）
- 「TOKYO ELEGANCE」（リーセントギャラリー、北海道、1998年）[注 2]
- 「TAKEOコミュニケーションデザイン1998」 （スパイラル、東京）[注 2]
- 「昭和40年会 – 東京からの声」 Galeria Metropolitana de Barcelona、バルセロナ、スペイン（1998 Galerie Espace Flon、ローザンヌ、スイス／ACC Galerie Weimar、ワイマール、ドイツ へ巡回、1997年）
- 「眼差しと視線 2」 （ミヅマアートギャラリー、東京、1996年）
- 「My Favorite Things」（NECデジタルアートギャラリー、大阪、1996年）
- 「昭和40年会」（シナプス画廊、東京、1996年）
- 「The great K’nex Exhibition」 （こどもの城、東京、1996年）
- 「フィロテック展」（PIO/大田区産業プラザ）、東京、1996年）
- 「モルフェ’95 – 亀裂 A地点」（ミヅマアートギャラリー、東京、1995年）
- 「on the web」 （NTTインターコミュニケーション ’95、東京、1995年）
- 「アートは楽しい 6：機械帝国」（ハラ ミュージアム アーク、群馬、1995年）[注 1]
- 「90’s Japan Media Art Scene」（ふくやま美術館、広島、1995年）[注 1]
- 「909-Anormaly 2」 （レントゲン藝術研究所、東京、1995年）
- 「昭和40年会 IN なすび画廊」（六本木WAVE、東京、1994年）
- 「新宿少年アート」（東京、1994年）
- 「ミュージアム･シティ天神 ’94 ‐ MATSUKAGE LIVE ON ISLAND」 （ソラリアプラザ･ゼファ、福岡、1994年）
- 「Art Labyrinth」 （岡山県立美術館、岡山1993国際写真フェスティバル、1994年）[注 1]
- 「ブレダ･フォトグラフィカ ’93」 （ブレダ、オランダ、1993年）
- 「アートラボ第１回企画展 “ArtLab”」 （Tepia･エキシビションゾーン、東京1991年）[注 1]
- 「日本の現代美術‐ゾーンズ･オブ･ラブ」 （東高現代美術館、東京1991年）[注 1]
- 「脱走する写真‐11の新しい表現」（水戸芸術館現代美術センター、茨城、1990年）[注 1]
- 「ヴェネツィア･ビエンナーレ アペルト ’90」（ヴェネツィア、イタリア、1990年） [注 1]
- 「ARMS」 ハイネケンヴィレッジギャラリー、東京、1989年
- 「メタリズム」 スパイラル･ガーデン、東京、1989年 [注 1]

## テレビ番組
- スペシャボーイズジャパン（スペースシャワーTV） - コメンテーター
- 情熱大陸 「川上未映子」（毎日放送） - タイトルフォト
- ウチ、"断捨離"しました! (2022年2月)（BS朝日） - ゲスト